# Гостєв Олександр Сергійович
Олександр Сергійович Гостєв (рос. Александр Сергеевич Гостев; 1922, Анішино — 1943) — Герой Радянського Союзу, в роки радянсько-німецької війни помічник командира взводу роти автоматників 574-го стрілецького полку (121-я стрілецька дивізія, 60-та армія, Центральний фронт), старший сержант.

## Біографія
Народився в 1922 році в селі Анішино (нині Веньовського району Тульської області) в сім'ї селянина. Росіянин. Освіта неповна середня. Працював слюсарем. У Червоній Армії з 1940 року. Учасник радянсько-німецької війни з 1941 року.
4 вересня 1943 року старший сержант Гостєв очолив розвідувальну групу бійців, яка знищила в тилу ворога охорону штабу піхотної частини, захопила в полон кількох офіцерів і цінні документи. 28 вересня 1943 року відзначився при форсуванні Дніпра на північ від Києва. У бою на плацдармі замінив вибулого з ладу командира, вміло керував взводом при відбитті контратак противника. Звання Героя Радянського Союзу присвоєно 17 жовтня 1943 року.

Братська могила в Козаровичах

14 жовтня 1943 року зник безвісти. Похований в братській могилі в селі Козаровичі Вишгородського району Київської області.

## Нагороди, пам'ять
Нагороджений орденом Леніна, медалями.
Ім'я Героя носять вулиця в селі Козаровичі, носила піонерська дружина школи № 8 цього села. Його прізвище поміщено на пам'ятнику Героям Радянського Союзу в Тулі.